# Покемон
Покемо́н (яп. ポケモン, англ. Pokémon) — японська медіафраншиза, що охоплює відеоігри, аніме, фільми, манґу, колекційну карткову гру та інші супутні медіа. Дія франшизи відбувається у єдиному всесвіті, в якому люди співіснують з істотами, відомими як покемони, різноманітними видами, наділеними особливими здібностями. Основна цільова аудиторія франшизи — діти віком від 5 до 12 років, утім франшиза приваблює людей будь-якого віку.
Франшиза виникла як рольова гра у двох версіях, розроблена компанією Game Freak на основі оригінальної концепції її засновника Сатоші Тадзірі. Ці ігри, випущені на Game Boy 27 лютого 1996 року, стали сплячими хітами, за якими послідували серії манґи, карткова гра, а також аніме-серіали та повнометражні фільми. З 1998 по 2000 рік Pokémon був експортований в решту світу, створивши безпрецедентне глобальне явище, що отримало назву «покеманія». До 2002 року мода на покемонів закінчилася, після чого вони стали невіддільною частиною масової культури, з новими продуктами, що випускаються і донині. Влітку 2016 року франшиза отримала друге дихання з виходом Pokémon Go, гри з доповненою реальністю, розробленої компанією Niantic. Відтоді Pokémon вважається найприбутковішою медіафраншизою у світі:53 та однією з найбільш продаваних франшиз відеоігор.
«Покемон» має незвичну структуру власності. На відміну від більшості об'єктів інтелектуальної власності, що належать одній компанії, Pokémon володіють одразу три: Nintendo, Game Freak і Creatures. Game Freak розробляє основні рольові ігри серії, які видаються Nintendo ексклюзивно для своїх консолей, тоді як Creatures управляє картковою грою та супутніми товарами, час від часу розробляючи ігри спін-оффи. Три компанії заснували The Pokémon Company (TPC) у 1998 році для менеджменту бренду Pokémon в Азії. Співвласником аніме-серіалу та фільмів про покемонів є Shogakukan. З 2009 року The Pokémon Company International (TPCi), дочірня компанія TPC, управляє франшизою в усіх регіонах за межами Азії.

## Назва
Оригінальна повна назва франшизи — Pocket Monsters (ポケットモンスター, Poketto Monsutā) — «Кишенькові монстри», яку з моменту релізу зазвичай скорочують до Pokemon (ポケモン). Коли франшиза вийшла на міжнародний ринок, використовувалася коротка форма назви, з акутом (´) над e для полегшення вимови. Як японське слово, що складається з англійських запозичень, слово «Pokémon» є прикладом васей-ейґо:30. «Покемон» є назвою франшизи так і назвою для істот, що населяють її вигаданий світ.

## Загальна концепція
Дія франшизи Pokémon відбувається у світі, в якому люди співіснують з істотами, відомими як покемони. Pokémon Red та Blue налічує 151 вид покемонів, а в наступних іграх додаються нові. Станом на січень 2024 року було представлено 1025 видів покемонів. Більшість покемонів натхненні реальними тваринами або міфічними істотами, заснованими на реальному фольклорі. Наприклад, Пікачу — жовтий мишоподібний вид з хвостами у формі блискавки, що можуть генерувати електрику.

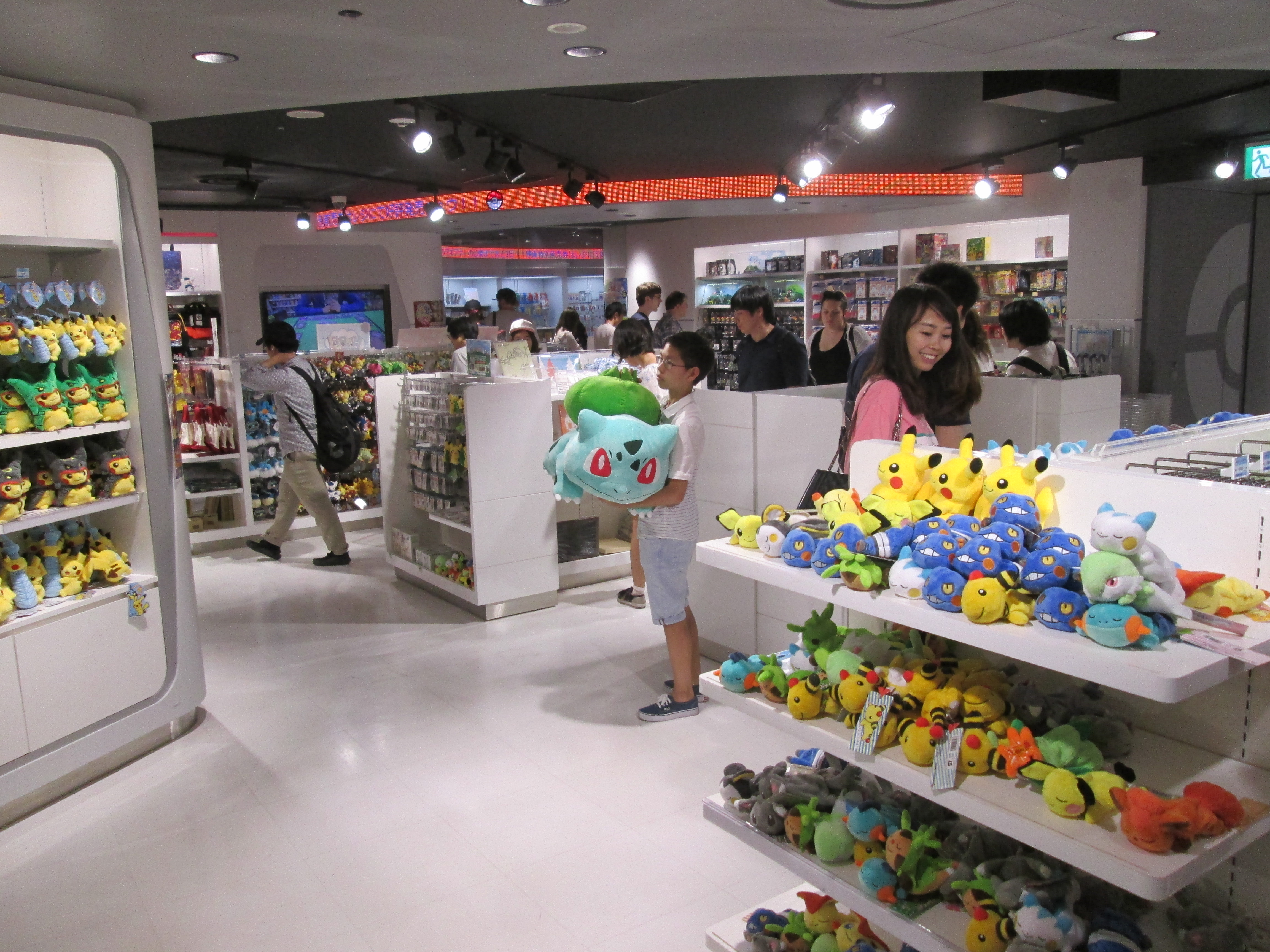
Pokémon Center Mega Tokyo, великий магазин товарів з покемонами в Sunshine City, Ікебукуро

Персонаж гравця бере на себе роль тренера покемонів. Тренер має три основні цілі: подорожувати й досліджувати світ покемонів; шукати та ловити покемонів, щоб поповнювати свій покедекс; і тренувати команду із шести покемонів та з їхньою допомогою брати участь у битвах покемонів. Більшість покемонів можна зловити за допомогою сферичних пристроїв, відомих як покеболи. Коли покемон-суперник достатньо ослаблений, тренер кидає в нього покебол, що трансформує покемона в згусток енергії після чого той потрапляє усередину пристрою. Після успішного упіймання покемон приручається і контролюється безпосередньо тренером. Якщо покебол кинути ще раз, покемон рематеріалізується у свій початковий стан. Покемони тренера можуть вступати в битви з іншими покемонами, в тому числі з дикими або тими, що належать іншим тренерам. Оскільки франшиза орієнтована на дітей, ці битви ніколи не подаються відверто жорстокими або кровавими. Покемони ніколи не вмирають в бою — у разі поразки вони втрачають свідомість, після чого можуть бути вилікувані в Центрі покемонів.
Коли покемон перемагає в битві, він отримує очки досвіду. Після отримання певної кількості очок покемон підвищує свій рівень, і його характеристики покращуються. Зі зростанням рівня, покемон вивчає нові атаки та оборонні прийоми, які можна використовувати в бою. Крім того, багато видів можуть зазнавати спонтанних метаморфоз, які називаються еволюцією покемонів, і перетворюватися на сильніші форми. Більшість покемонів еволюціонують починаючи з певного рівня, тоді як інші еволюціонують інакшими способами, наприклад, під впливом певного предмета або обміну з іншим тренером.

## Історія створення
Ідея «кишенькових монстрів» належить японському геймдизайнеру Сатосі Тадзірі. В його уяві ідеалом відеогри була та, яка поєднувала у собі аркадний і рольовий жанри, а принцип колекціонування б займав головне місце. З дитинства, колекціонуючи комах, він мріяв, щоб всі гравці теж могли відчути такі ж емоції. В кінці 1980-х років компанія Nintendo випустила кишенькову гральну консоль Game Boy, однією із можливостей якої була здатність з'єднувати дві консолі кабелем і передавати між ними інформацію, і таким чином даючи змогу грати удвох. За легендою, випадково побачивши, як жук заповз на з'єднувальний кабель, Сатосі придумав відеогру, в якій потрібно було б ловити вигаданих істот, вирощувати їх і обмінюватися ними з друзями, щоб зібрати повну колекцію[джерело?]. Ідея використовувати з'єднувальний кабель для обміну ігровими елементами була новою для ігрової індустрії, тому що з'єднувальні дроти для Game Boy досі використовувалися тільки для спільної гри. Пізніше народилася ідея битв між істотами. Попри те, що покемони боролися, вони ніколи не гинули в бою: так Тадзірі не хотів «безглуздого насильства» у своїх іграх. Крім того, великий вплив справила гра Makai Toushi Sa • Ga (The Final Fantasy Legend в західному випуску). Як інші джерела натхнення Тадзірі називав враження від аніме-серіалів, які він дивився в юності, і різні спогади зі свого дитинства.
Спочатку проєкт називався Capsule Monsters (буквально «капсульні монстри»), але через проблеми з реєстрацією торгової марки проєкт перейменували спочатку в Capumon, потім в Kapumon, поки він не став Pocket Monsters. Тадзірі думав, що Nintendo не захоче прийняти його гру, оскільки спочатку керівництву компанії його ідея була не дуже зрозуміла. Фірма-розробник Game Freak тоді саме відчувала фінансову кризу, Тадзірі навіть був змушений не платити зарплатню своїм працівникам, а сам жив на кошти батька. Процес розробки йшов дуже важко і постійно супроводжувався сварками між розробниками. Але тут йому несподівано надійшла допомога: Сігеру Міямото, кумир Тадзірі в дитинстві, виділив гроші на фінансування Game Freak. Почувши про ідею обміну монстрами, Міямото запропонував Тадзірі випустити гру у двох версіях: він припускав, що це розвине ідею обміну покемонами. Попри побоювання розробників, у гри був величезний успіх, чого ні сам Тадзірі, ні Nintendo зовсім не очікували через падіння популярності Game Boy.
Гра вийшла у двох версіях: Pocket Monsters Red і Pocket Monsters Green, в яких разом було 150 різноманітних видів покемонів. Проте, щоб збільшити інтерес до ігор, розробники таємно від Nintendo помістили в гру секретного 151-го покемона — М'ю: Тадзірі сподівався, що це «створить безліч чуток і загадок навколо гри». М'ю можна було зловити, тільки принісши в офіс Game Freak картридж зі збереженою грою, де у гравця в каталозі, званому покедексом, були відзначені всі 150 покемонів, потім в збережену гру завантажували М'ю. Але знайшовся інший спосіб зловити М'ю: у 2003 році в грі був знайдений баг, що дозволяє зловити будь-якого покемона, в тому числі й М'ю, самотужки.

## Відеоігри
Дві перші гри серії, Pocket Monsters Red та Green, були вперше випущені в Японії 27 лютого 1996 року, а Заході — 1998 року під назвами Pokémon Red і Blue. Відеоігри про покемонів випускаються в найрізноманітніших жанрах. Рольові ігри (RPG), розроблені Game Freak, вважаються основною серією франшизи. Також існують різні спін-офф ігри, такі як Pokémon Mystery Dungeon, серія ігор роуґ-лайк, Pokémon Ranger, серія рольових бойовиків, і Detective Pikachu (2018), пригодницька гра. Ігри Pokémon, зокрема основні рольові ігри, прийнято класифікувати за поколіннями. Наприклад, Дзюн'їті Масуда назвав Diamond and Pearl (2006) 4-м поколінням, а X and Y (2013) — 6-м. З кожним поколінням збільшується кількість наявних видів покемонів, світ розширюється новими регіонами, з'являються нововведення в ігровому процесі. Кожне покоління починається з виходу гри на портативну систему у двох версіях, наприклад, Red і Blue, або Scarlet і Violet. Ремейки ігор зазвичай виходять приблизно через десять років після виходу оригінальних версій для найновішої на той час консолі.
До 2011 року ігри про покемонів виходили виключно на консолях Nintendo. З появою смартфонів у 2010-х роках The Pokémon Company також почала розробляти, публікувати та ліцензувати ігри про покемонів для мобільного ринку, зокрема Pokémon Go (2016), гру з доповненою реальністю, розроблену компанією Niantic, яка породила світову модну тенденцію влітку 2016 року.
За даними офіційного сайту The Pokémon Company, станом на березень 2024 року по всьому світу було продано понад 480 мільйонів ігрових юнітів Pokémon.

## Колекційна карткова гра

Картка покемона Палкія з набору «Diamond & Pearl»

Карткова гра Pokémon Trading Card Game (PTCG) була однією з перших колекційних карткових ігор в Японії. Вона була натхненна грою Magic: The Gathering. Вона була вперше видана в Японії видавництвом Media Factory у 1996 році. У грі використовують колоду з 60 карт, що містить базових та еволюціонованих покемонів, карти енергії та карти тренерів, які допомагають їм вибити покемонів суперника, отримати призові карти та виграти гру. Карти класифікуються за рівнями своєї рідкісності, від звичайних до рідкісних з голографічної фольги. Рідкісні картки, зокрема обмежені видання, ексклюзивні та старі картки, високо цінуються серед колекціонерів через їхній дефіцит. За даними офіційного сайту The Pokémon Company, станом на березень 2024 року було випущено 64,8 мільярда карток.
Pokémon TCG була предметом як офіційно санкціонованих, так і неофіційних турнірів. Офіційні турніри наразі проводяться під наглядом Play! Pokémon, підрозділом The Pokémon Company, й на місцевому, національному та міжнародному рівнях компанією Gopu. Крім того, вийшли численні відеоігрові адаптації Pokémon TCG, серед яких Pokémon Trading Card Game (для Game Boy Color), серія Pokémon: Play It! (для ПК), Pokémon TCG Online (ПК). Після закриття TCG Online у 2023 році її замінили Pokémon TCG Live (ПК) та Pokémon TCG Pocket (мобільна гра) у 2024 році.

## Манґа
Манґа Pocket Monsters, відома в Японії та Північній Кореї як просто Pocket була однією з перших, випущених манґа-адаптацій франшизи в Японії та налічує 13 томів. У світі манги Pocket Monsters покемони можуть говорити людською мовою. Також вона примітна тим, що першим напарником головного героя Реда була Клефері. Написана та проілюстрована Косаку Анакубо, її перша глава була опублікована у березневому/квітневому випуску Bessatsu CoroCoro Comic, що вийшов 28 лютого 1996 року, наступного дня після виходу ігор Red and Green. Для подальшого просування ігор серед читачів у травневому номері CoroCoro, що вийшов 15 квітня 1996 року, було оголошено про «Легендарну Pokemon пропозицію», в центрі якої був таємничий, секретний покемон, на ім'я М'ю. М'ю був доданий до Red & Green в останню хвилину — його неможливо отримати в грі (іграх) звичайними способами. Щоб взяти участь в акції, читачі CoroCoro мали надіслати поштову листівку, і з усіх учасників випадковим чином було обрано 20 осіб. Переможці повинні були надіслати свій картридж, аби на нього завантажили М'ю. Лотерея мала великий успіх і до вересня продажі Red and Green перевищили 1 мільйон одиниць.
Серіалізація манґи Pokémon Adventures розпочалася в журналі Shogakukan 4th grade Elementary School у березні 1997 року, і відтоді вона виходила в інших журналах та на інших платформах Shogakukan, зокрема CoroCoro Ichiban!, Sunday Webry та Pokémon Fan. Сатосі Тадзірі якось висловився, що ця манґа є найбільш близькою до того, яким він уявляв собі всесвіт покемонів.
Pokémon Graphic Novel більш відома як Pokémon: The Electric Tale of Pikachu випущена у журналах Bessatsu CoroCoro Comic Special та CoroCoro Comic з квітня 1997 до грудня 1999 року. Персонажі та сюжетні лінії засновані на аніме-серіалі, хоча деякі події та образи персонажів дещо відрізняються від нього, а сам світ має помітно вищий рівень технологій. The Electric Tale of Pikachu стала першим перекладом манґи про покемонів англійською мовою.

## Аніме

Обкладинка DVD першого сезону «Покемон: Ліга Індіго»

Станом на 2025 рік аніме налічує понад 1300 епізодів у 8 серіалах в Азії та 27 сезонах на міжнародному ринку. Прем'єра першої серії аніме відбулась у квітні 1997 року на каналі «TV Tokyo». Найновіший аніме-серіал, «Pokémon Horizons», вийшов в ефір 14 квітня 2023 року. Спочатку аніме зосереджувалося на Еші Кетчумі та його подорожах світом покемонів з його напарником Пікачу. Після 25-го сезону вони залишили свою роль протагоністів, новими головними героями «Pokémon Horizons» стали Ліко та Рой. Загалом було випущено 23 аніме-фільми, останній з яких — «Покемон. Фільм: Секрети джунглів» (2021).
Також були випущені спін-оффи оригінального аніме, зокрема естрадна вистава під назвою «Щотижнева радіостанція покемонів» (週刊ポケモン放送局, Shūkan Pokemon Hōsōkyoku), яка транслювалася на «TV Tokyo» з 2002 по 2004 рік і виходило англійською мовою як частина «Pokémon Chronicles». Було випущено три телевізійних спецвипуски. Було знято 27 короткометражних фільмів за участю Пікачу, які переважно передували аніме-фільмам. Існують також різні анімаційні мінісеріали.
Аніме-серіал Pokémon значною мірою став причиною того, що аніме, як жанр, стало більш популярним і звичним у всьому світі, особливо в Сполучених Штатах та Азії, де багато фільмів про покемонів є одними з найкасовіших аніме-фільмів. Він також вважається одним з перших телевізійних аніме-серіалів, який досяг такого рівня популярності серед західної та азійської аудиторії, щобільше сприяв популярності оригінальної серії ігор.

## Повнометражні фільми
- «Детектив Пікачу», фільм з живими акторами/анімаційний, заснований на однойменній відеогрі, вийшов на екрани у 2019 році[63]. Наразі розробляється продовження[64].

- Телевізійна драма з живими акторами, виробництва Pokémon Company та TV Tokyo під назвою «Pocket ni Boken o Tsumekonde», прем'єра якої відбулася на телеканалі «TV Tokyo» 20 жовтня 2023 року[65].

## Критика і сприйняття

#### Відгуки
Ватикан позитивно відгукнувся про карткову гру, визнавши, що вона розвиває уяву в дітей і що в ній немає нічого шкідливого, а сама серія вчить дітей дружбі. Асоціація християнських геймерів також визнала, що в «Покемон» немає нічого, що суперечило б християнському світогляду. Ашот Ахвердян, автор статті в журналі «Домашній комп'ютер», визнав, що «більш нешкідливе і правильне в педагогічному плані видовище для дітей і придумати складно», і похвалив серію за відсутність демонстрації смерті та насильства. Різні оглядачі, зокрема PETA, стверджували, що «Покемон» вчить дітей дбайливого ставлення до природи та турботи про тварин.
Попри позитивні відгуки та популярність, Pokémon неодноразово критикували різні громадські та релігійні діячі. Так, наприклад, протестантські релігійні діячі, рецензуючи «М'юту завдає удару у відповідь», прийшли до висновку, що серія пропагує окультизм, насильство і теорію еволюції Дарвіна замість створення живих істот Богом. Як відповідь колекційної карткової гри Pokémon у Великій Британії вийшли карти, за своєю концепцією вони схожі на «Покемон», але замість покемонів на картах зображено біблійних персонажів.
У 1999 році Nintendo зняла з виробництва карту «ніндзя Кога в Trick», оскільки на ній було зображено символ мандзю — традиційний буддистський символ, що позначає досконалість. Антидефамаційна ліга, правозахисна суспільно-політична організація, що протистоїть антисемітизму, визначила, що «Покемон» пропагує нацизм, бо свастика, символ Третього рейху, є по суті дзеркально відбитим мандзю. Згодом члени Антидифамаційної ліги змінили свою думку, вже після того, як Nintendo, дізнавшись про конфлікт, прибрала карту з прилавків.
У країнах Ліги арабських держав Pokémon був заборонений, тому що мусульманські вчені-богослови вирішили, що бренд пропагує азартні ігри, заборонені ісламом. Крім того, в картковій грі й аніме було помічено гексаграми (зірки Давида). І якщо в Японії зірку Давида сприймають не більше, ніж гарний магічний символ, то для арабів це символ міжнародного сіонізму. Заборону введено і на використання зображень, наприклад, у дитячому одязі та іграшках. Постери не тільки заборонено приносити в школу; за сам факт володіння ними могли негайно виключити та навіть висікти канчуками. У Кувейті власники кількох магазинів з власної ініціативи публічно спалили кількасот комплектів забороненої гри. Прессекретар Nintendo заявив, що розробники ніколи не намагалися надати серії релігійного характеру. В інших країнах також з'явилося погане ставлення до «Покемон»: у Мексиці католицька церква назвала його «демонічним», а у Словаччині серіал визнали шкідливим для перегляду. Крім того, Pokémon також звинувачували у пропаганді матеріалізму.
Вища рада Туреччини з радіо і телебачення у 2002 році заборонила показ аніме Pokémon в країні. Таке рішення було прийнято за рекомендацією міністерства охорони здоров'я, яке дійшло висновку, що ця стрічка небезпечна для здоров'я дітей. У доповіді фахівців цього відомства необхідність заборони мотивується тим, що «Покемон» «пропагує насильство, розвиває» помилковий героїзм, «відводить від реального життя і викликає психічні відхилення у дітей». МОЗ при цьому послалося на те, що два підлітки у Туреччині, наслідуючи героїв серіалу, вистрибнули з вікон, щоб «політати», у результаті чого отримали травми. Борис Іванов, коментуючи ситуацію, повідомив, що оскільки у більшої частини літаючих покемонів є крила, з таким же успіхом можна було наслідувати метеликів і птахів. Через два роки заборону було знято.

### Скандали

#### Грудневий інцидент

Кадри з 38 серії 1 сезону, які призвели до епілептичного припадку

16 грудня 1997 більше ніж 635 японських дітей у віці від 3 років і старших було госпіталізовано з симптомами, що нагадують приступ епілепсії. Було визначено, що приступ був викликаний, коли діти дивилися епізод «Покемон» «Електронний воїн Порігон» (епізод 38 першого сезону). У результаті відтоді цей епізод не показували. За сюжетом серії головні герої опиняються всередині комп'ютера, де їм належить знищити небезпечний вірус. Приблизно на двадцятій хвилині Пікачу застосовує одну зі своїх атак, анімація якої в цій серії виглядала як вибух з яскравими частими червоними та синіми спалахами. Подібного роду миготіння зустрічалося і в багатьох інших анімаційних фільмах, однак цього разу воно відрізнялося особливою інтенсивністю і яскравістю; спалахи мерехтіли з частотою приблизно 12 Гц і протягом 4 секунд займали практично весь екран, а потім протягом 2 секунд весь екран цілком.

#### Судові процеси
У листопаді 2000 року стало відомо, що ізраїльський ілюзіоніст Урі Геллер подав в суд на корпорацію Nintendo, стверджуючи, що компанія використовувала його ідеї і його самого під час створення покемона Кадабра, що використовує телекінез і тримає в руці металеву ложку. Також він звинуватив компанію у використанні запатентованого ним «чарівного» слова «абракадабра» для назв двох покемонів американської версії: Абра і Кадабра. Розмір збитку оцінюється Геллером у 100 мільйонів доларів. Nintendo повідомила, що при створенні покемонів жодна людина не використовувалась у ролі прототипу. Позов було відхилено.
Фірма-виробник іграшок Morrison Entertainment Group також почала судовий розгляд з творцями Pokémon. Причиною стала схожість назви серії іграшок Morrison Entertainment Group «Monster in my Pocket» з японською назвою «Покемон» «Pocket Monsters». Позов було відхилено, оскільки герої «Monster in my Pocket» недостатньо відомі й тому не можуть вводити в оману глядачів.
Сім'я семирічного хлопчика з аутизмом Роберта Брейзіра з Йонкерса (штат Нью-Йорк), який задихнувся на смерть, граючи з кулькою-стрибунцем, подала судовий позов на 100 мільйонів доларів проти фірм Hasbro і Toys «R» Us, звинувачуючи їх у випуску небезпечних іграшок, які не мають необхідних попереджень. Батьки загиблої дитини заявили, що вони «навмисно завели справу через два дні після випуску на екран фільму „Покемон“, оскільки ажіотаж навколо нього може призвести до нових жертв серед дітей, що грають з тими супутніми товарами, якими торгують корпорації з мільярдними доходами, зовсім не думаючі про наслідки». Суд відхилив вимоги за браком доказів.

## Популяризація
Pokémon став однією з небагатьох серій відеоігор, яка стала настільки популярною, що вийшла за межі ігор і стала невіддільною частиною масової культури. На момент 2011 продано понад 200 мільйонів екземплярів ігор серії Pokémon — серія ігор залишається другою у світі за популярністю. Касові збори першого повнометражного фільму «М'юту завдає удару у відповідь» склали $163 644 662, що зробило його найбільш касовим аніме-фільмом за всю історію кінематографа, крім цього, за кількістю зборів на момент 20 травня 2012 він є третім фільмом, заснованим на відеогрі, шістдесят п'ятим серед анімаційних фільмів і шістсот другим фільмом за кількістю зборів взагалі. Аніме транслюється у 74 країнах. На момент 2009 року прибуток від серії склав понад 24 мільярдів доларів США. У Японії продукцію з символікою Pokémon виробляють 85 фірм. Національний японський авіаперевізник All Nippon Airways заплатив Nintendo 1 мільйон доларів за ліцензію на прикрашання своїх літаків Boeing 747 зображеннями Пікачу. Аналогічних змін зазнали спинки крісел і столове приладдя.

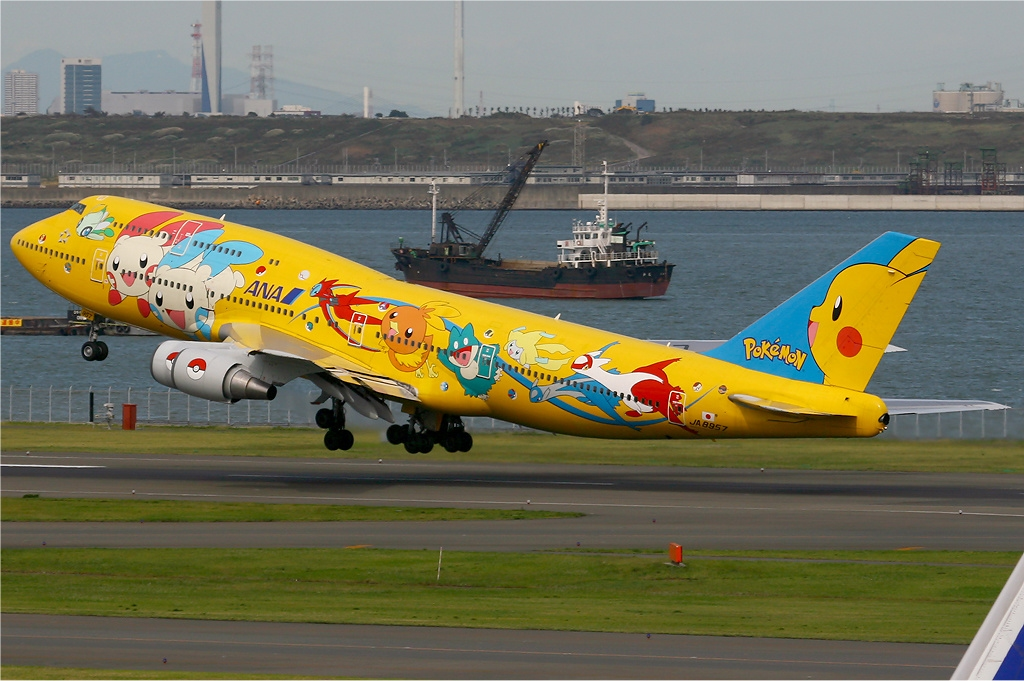
Зображення покемонів на Boeing 747

Зображення Пікачу на потязі Shinkansen E3 Series

Популярність Pokémon була настільки високою, що 25 квітня 1998 року (через два роки після появи серії) у Токіо відкрився «Центр покемонів» (англ. Pokémon Center) — спеціалізований магазин, у якому продавалися всі товари, пов'язані з Pokémon. 1 листопада 2001 подібний магазин відкрився і в Нью-Йорку, в Рокфеллерівському центрі, згодом замінений у 2005 році магазином Nintendo World Store («Центр покемонів» став його відділом). У 2009 році Pokémon Red і Blue потрапили в Книгу рекордів Гіннеса як «Найбільш продажна RPG на Game Boy» і «Найбільш продажна RPG всіх часів», а у 2011 році ігри Pokémon Black і White стали найшвидше продажними іграми за всю історію індустрії відеоігор.
Після того як інцидент з 38-ю серією отримав широкий розголос, відсилання до нього стали проникати в масову культуру. Так, в одній із серій «Сімпсонів» під назвою «Тридцять хвилин над Токіо» (англ. Thirty Minutes over Tokyo) сім'я Сімпсонів вирушає до Японії, де дивиться мультфільм «Конвульсивні бойові роботи» (англ. Battling Seizure Robots) і починає битися в судомах, побачивши блискучі очі робота. У серії «Чінпокомон» мультсеріалу «Південний парк» підступні японці за допомогою відеоігор і супутніх товарів зомбують американських дітей, плануючи підірвати могутність США і здійснити атаку на Перл-Гарбор; в одного з персонажів, Кенні Маккорміка, після спроби зіграти у відеогру починаються судоми, і врешті-решт він помирає. У мультсеріалі «Мультреаліті» є азійський монстр Лінг-Лінг, що є пародією на Пікачу: його мета — «битися і втягувати дітей в епілептичні напади».
Відзначається також конкуренція Pokémon з іншою серією ігор і аніме, «Діґімон». Рецензент IGN Хуан Кастро назвав «Діґімон» «іншим-моном» і зазначив, що хоча «Діґімон» і не такий популярний, як «Покемон», тим не менш, у нього є безліч відданих шанувальників. Інший журналіст IGN, Лукас М. Томас, порівнюючи «Покемон» і «Діґімон», назвав однією з причин більшої популярності Pokémon простіший і менш заплутаний процес еволюції монстрів, ніж у «Діґімонів». Сайт GameZone також відзначав подібність концепцій цих двох серій. Між фанатами «Покемон» і «Діґімон» досить часто йдуть суперечки, яка серія з'явилася раніше, хоча насправді першим з'явився Pokémon: Pokémon Red і Green вийшли 27 лютого 1996, «Діґімон» же з'явився у 1997 році.

### Цікава інформація
- Афроамериканський політик Херман Кейн на одному зі своїх виступів процитував головну пісню з фільму «Покемон: Поява примарного покемона Лугії».
- Американський письменник-фантаст Джим Батчер стверджує, що Pokémon став джерелом натхнення для його серії романів «Кодекс Алерії».
- За мотивами аніме-серіалу фанати зняли короткий фільм Pokémon Apokélypse, що швидко став відомим в Інтернеті.
- Персонажі ігор і аніме з'являлися в серії файтинг-кросоверів Super Smash Bros.
- На честь Пікачу був названий білок пікачурін, знайдений вченими на сітківці ока.
- Аніме-серіал двічі пародіювався в сатиричному мультсеріалі «Робоцип».
- Відсилання до Pokémon зустрічаються також в інших відеоіграх, наприклад, у The Elder Scrolls III: Morrowind і The Simpsons Game.